# Johann Friedrich Overbeck
Johann Friedrich Overbeck (Lübeck, 1789. július 3. – Róma, 1869. november 12.) német festő,
a Nazarénus mozgalom egyik alapítója.

## Élete

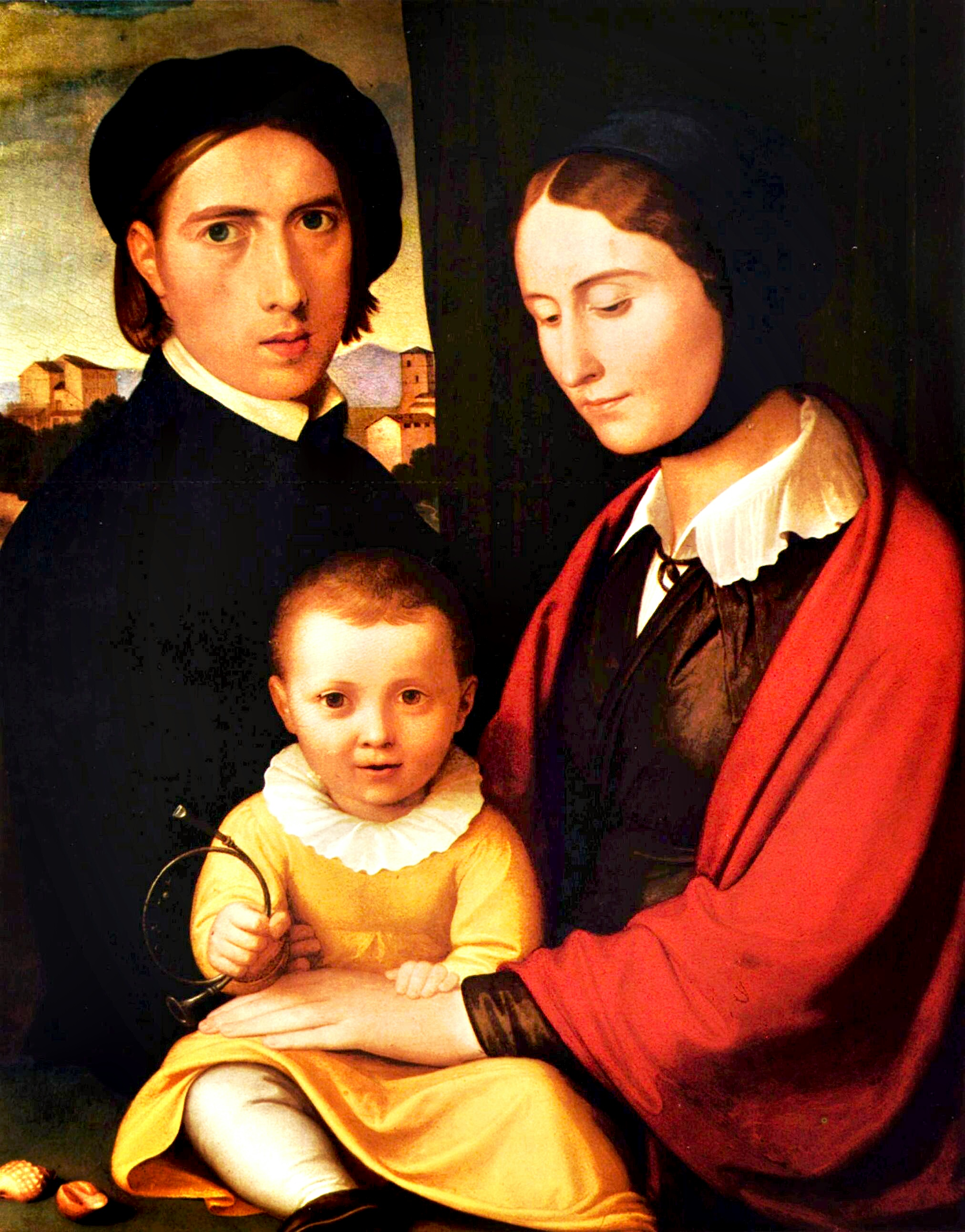
Önarckép a családdal, 1820 k.

1806-ban a bécsi akadémiának lett tanítványa, de néhány társával együtt ellentétbe került az akadémia klasszicista irányzatával, mely a divatos romantikus hajlamoknak oly kevéssé felelt meg, hogy Overbeck 1810-ben kénytelen volt Bécsből távozni és végleg Rómában telepedett le, ahol a katolikus vallásra tért át és a római San Luca akadémia tanára lett.
Barátjával, Franz Pforr-ral 1809-ben megalapította a Szent Lukács testvériséget (ismertebb néven a nazarénus mozgalmat). Céljuk a keresztény művészet újjáélesztése volt a quattrocento eszközeivel. Schadowval, Cornelius-szal, Veittel és Schnorral együtt társaságot alkottak, mely a „Sant'isodorói testvérek”, később „nazarénusok” néven olyan nagy hatást gyakorolt a modern német festészetre. A vallásos érzésnek lehetőleg tiszta, szigorú, nem annyira érzékien szép, mint hatásos, mély és egyszerű kifejezésére törekedtek.
Overbeck Bartholdy porosz főkonzul házának egy termében József történetéből vett freskóképek közül a József eladását és a „Hét sovány esztendőt” ábrázoló képeket festette (1819-ben fejezte be); a Giustiniani Massimo villa freskóképei közül Overbeck öt jelenetet festett Torquato Tasso Megszabadított Jeruzsáleméből, azután készült legkitűnőbb freskóképe: Assisi Szent Ferenc rózsái a Santa Maria degli Angeli templomban Assisi mellett. Olajfestményei közül a legjelentékenyebbek: Krisztus bevonulása Jeruzsálembe és Krisztus siratása (Lübeck, Mária-templom); Itália és Germánia (müncheni új képtár); Krisztus az Olajfák hegyén (hamburgi kórház); Mária eljegyzése (berlini nemzeti képtár); Mária megkoronázása (kölni dóm); A vallás diadala a művészetekben (Frankfurt, Städel-féle intézet), stb. Mind e műveiben tagadhatatlan komolysága, mély vallásos érzése, de ez érzés igazán művészi kifejezésére képtelen. Jobban, eredetibben fejezte ki gondolatait rajzaival, melyekben a technikai járatlansága nem akadályozta. Legnagyobb részük fa-, vagy rézmetszetben megjelent és a német népnek sokáig a kedvencei közé tartozott. Ilyenek: Jézus megáldja a kisdedeket; János a pusztában prédikál; Lázár föltámasztása; Mannanedis; 40 rajz Krisztus életéből; A hét szentség stb. Munkássága végére a kezdeti tiszta, reneszánsz szellem eltűnt, és helyét átvette a katolicizmus dogmatizmusa. 1869-ben hunyt el, Rómában.

## Leghíresebb művei
- Bevonulás Jeruzsálembe (1809–1824)
- Itália és Germánia (1811–1823)
- Casino Messina (1818–1827)
- Rózsák csodája (1829)
- A vallás diadala a művészetekben (1840)